# Нижний Ингаш (городское поселение)
Посёлок Нижний Ингаш  — муниципальное образование со статусом городского поселения в Нижнеингашском районе Красноярского края.
Административный центр — пгт Нижний Ингаш.
В рамках административно-территориального устройства соответствует административно-территориальной единице посёлок городского типа Нижний Ингаш (с подчинённым ему населённым пунктом).

## Население
| 2010  | 2011  | 2012  | 2013  | 2014  | 2015  | 2016  |
| ----- | ----- | ----- | ----- | ----- | ----- | ----- |
| 8013  | ↘7993 | ↘7805 | ↘7643 | ↘7537 | ↘7420 | ↘7380 |
| 2017  |       |       |       |       |       |       |
| ↗7420 |       |       |       |       |       |       |

## Состав
В состав городского поселения входят 4 населённых пункта:
| № | Населённый пункт | Тип населённого пункта      | Население |
| - | ---------------- | --------------------------- | --------- |
| 1 | Нижний Ингаш     | пгт, административный центр | ↘6831     |
| 2 | Новая Пойма      | деревня                     | 190       |
| 3 | Старая Пойма     | деревня                     | 186       |
| 4 | Шарбыш           | посёлок                     | 54        |

## Местное самоуправление
Дата избрания: 14.03.2010. Срок полномочий: 5 лет. Количество депутатов: 10
Глава муниципального образования
- Лысенко Иван Иванович. Дата избрания: 14.03.2010. Срок полномочий: 5 лет